# 梶秀逸
梶 秀逸（かじ しゅういち、1899年（明治32年）4月25日 - 1988年（昭和63年）3月12日）は、大日本帝国陸軍軍人。最終階級は陸軍少将。功四級

## 経歴
1899年（明治32年）に香川県で生まれた。陸軍士官学校第32期、陸軍大学校第39期卒業。1939年（昭和14年）3月に第116師団参謀（第13軍）に就任し、日中戦争に出動。安慶に駐屯し、皖南作戦などに参加した。1940年（昭和15年）12月に参謀本部通信課長に就任し、1941年（昭和16年）3月に陸軍大佐に進級した。
1943年（昭和18年）6月に船舶参謀に就任し、1944年（昭和19年）4月14日に兼陸軍運輸部附となり、12月30日に船舶兵器部長兼野戦船舶本廠長（兼陸軍運輸部附如故）に就任した。1945年（昭和20年）3月1日に陸軍少将に進級し、3月16日に野戦船舶本廠長に任命され、免兼となった。
1947年（昭和22年）11月28日、公職追放仮指定を受けた。